# 찰스 발렌타인 라일리

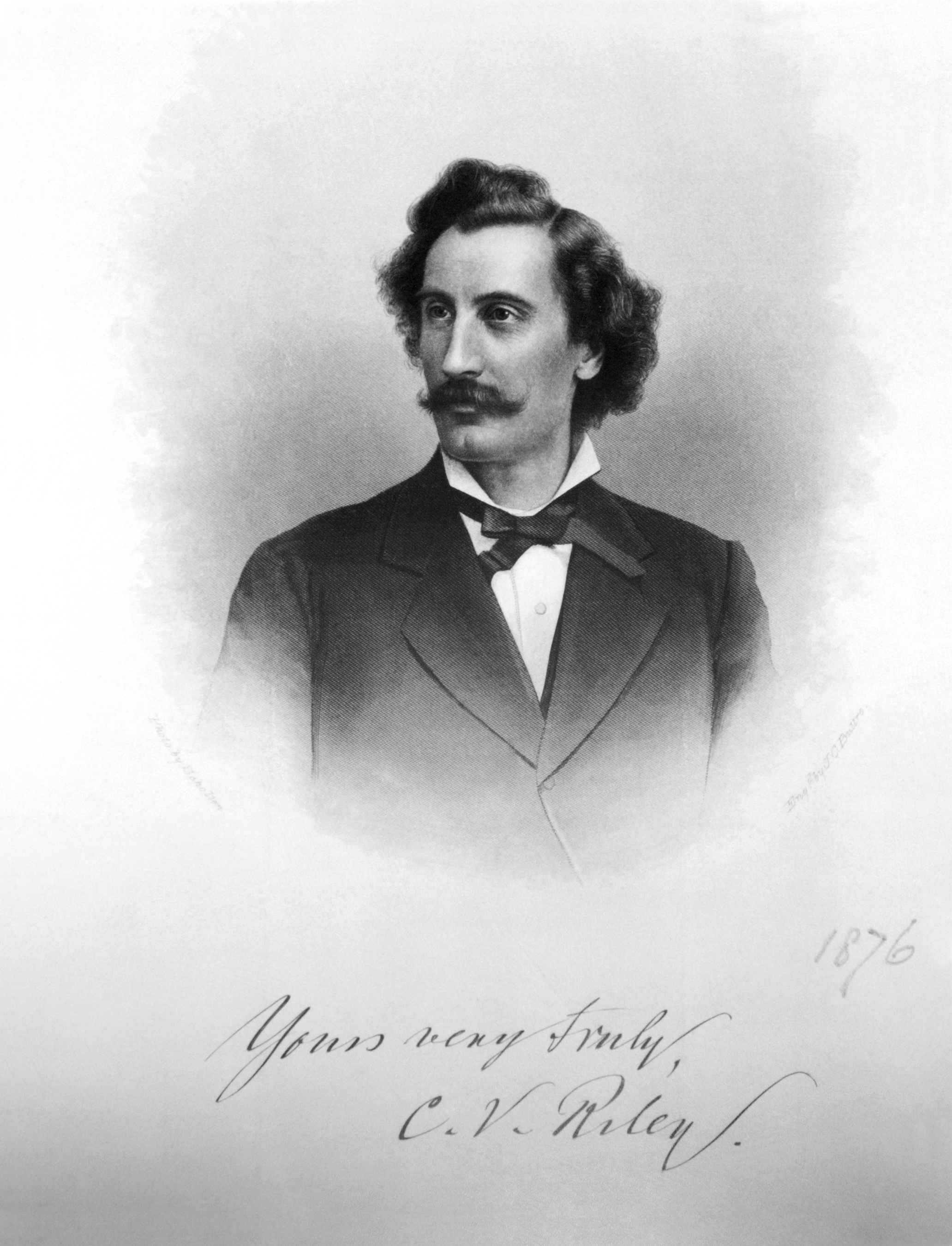

찰스 발렌타인 라일리(Charles Valentine Riley 1843년 9월 18일 – 1895년 9월 14일)는 영국 태생의 미국 곤충 학자이자 예술가였다. 그는 생물학적 해충 방제를 사용한 최초의 개인 중 한 명이며 2,400 개 이상의 출판물을 저술했다. 그는 의회를 설득하여 미국 곤충학위원회를 창설했으며 미국경제곤충학자협회(American Association of Economic Entomologists)의 창립자 중 하나였다.

## 같이 보기
- 울리세 알드로반디